# Solaraktivhaus
Ein Solaraktivhaus ist ein Gebäude, bei dem mindestens die Hälfte der zur Warmwasserbereitung und Gebäudeheizung benötigten Wärme durch die Sonne bereitgestellt wird.

## Geschichte
Schon im antiken Griechenland kannte man das Sonnenhaus des Sokrates, das durch seine trapezförmige Öffnung nach Süden im Winter die Sonnenstrahlen aktiv bis tief ins Innere ließ und die Wärme dort für die Nachtstunden in schweren Wänden speicherte. Im Sommer hingegen sorgte bei hohem Sonnenstand ein Vordach für kühlenden Schatten. Bis heute nennt man diese intelligente Bauweise passive Sonnenenergienutzung. Da dieser Nutzen jedoch nur durch aktive Gestaltung des Gebäudes durch Architekten und Baumeister unter Berücksichtigung der Sonnenbahn erreicht wird, hat sich in den letzten Jahren zunehmend der Begriff Solaraktivhaus durchgesetzt. Er wurde in Deutschland durch die Veröffentlichung der Vision der Deutschen Solarthermie Technologie Plattform (DSTTP) im Jahr 2010 einer breiteren Öffentlichkeit bekannt. Bereits damals sollte das Solaraktivhaus im Neubau zu 100 % mit Solarwärme beheizt werden und gleichzeitig den Baustandard verkörpern. In energetisch modernisierten Gebäuden sollte der Anteil der Solarwärme an der Wärmebereitstellung über 50 % betragen.

## Anforderungen
Im Gegensatz zu Passivhäusern gibt es für Solaraktivhäuser keine strengen Regeln. Vielmehr soll technologieoffen und unter optimiertem Einsatz von thermischer Solarenergie mindestens 50 % des gesamten Wärmebedarfes von Gebäuden gedeckt werden. Den Bilanzrahmen bildet dabei das Gebäude selbst. Nur Energie, die im, am oder auf dem Gebäude erzeugt wird und auch verbraucht wird, kann gezählt werden. Der Ansatz unterscheidet sich damit grundlegend von sogenannten Plusenergiehäusern, die häufig auch im Sommer ins Netz eingespeisten Strom mit in die Bilanzierung einrechnen, um dann mit einer vorteilhaften primärenergetischen Bewertung für die Heizung im Winter verrechnet zu werden. Vielfach besitzen Solaraktivhäuser zusätzlich eine CO2-neutrale Heizung auf Basis des Energieträgers Holz (Pellets, Scheitholz, Hackschnitzel) und sind damit bereits heute 100 % erneuerbar. Sie stellen damit i. d. R. auch keine Belastung, sondern eine Entlastung für öffentliche Strom- und Gasnetze dar. Daher werden sie auch seit 2015 durch das BAFA im Rahmen der Innovationsförderung des Marktanreizprogramms des Bundes (MAP) bei Einhaltung von definierten Anforderungen finanziell gefördert.

## Funktionsprinzip
Bei neu gebauten Solaraktivhäusern trägt der Architekt bei der Konzeption die größte Verantwortung. Entscheidend ist, dass das Gebäude schon durch die sog. passiven Maßnahmen wie Gebäudeorientierung, Zonierung, Fensterflächen, thermische Speichermassen, Dämmmaßnahmen etc. der Heiz- und Kühlenergiebedarf des Gebäudes minimiert wird. Außerdem werden Flächen für aktive Systeme auf Dächern und an Fassaden ggf. auch auf Freiflächen benötigt sowie Raum für Wärmespeicher, damit die Wärme auch an strahlungsärmeren Perioden zur Verfügung steht. Bei bestehenden Gebäuden kommt den aktiven Komponenten eine noch größere Bedeutung zu. Es handelt sich dabei um Sonnenkollektoren, die für die Warmwasserbereitung sorgen und die Heizung unterstützen. Sie werden meist auf dem Dach montiert, teilweise aber auch an südorientierten Fassadenflächen. Zusammen mit einem meist mit Wasser gefüllten Wärmespeicher bilden sie die thermische Solaranlage. Die notwendige Anlagengröße ist dabei von der Ertragsstärke bzw. dem Jahreswirkungsgrad der Kollektoren abhängig. Kollektoren mit hohem Jahreswirkungsgrad benötigen weniger Fläche und auch weniger Speichervolumen. Sie sind häufig mit dem SOLERGY Kollektorlabel ausgezeichnet. Hohe Effizienz der solarthermischen Komponenten ist für Solaraktivhäuser auch deswegen vorteilhaft, da sie i. d. R. zusätzlich Platz für große Photovoltaikanlagen lassen, um auch den Eigenstrombedarf für Haushalt und zunehmend auch Elektromobilität maximal abzudecken.

## Nutzen
Bewohner von Solaraktivhäusern streben typischerweise eine maximale Unabhängigkeit in ihrer Energieversorgung an. Damit schonen sie nachhaltig die Umwelt und das Klima und auch ihre finanziellen Ressourcen. Solaraktivhäuser speichern die Wärme und mit immer besser werdenden Batteriespeichern auch zunehmend ihren selbst erzeugten Strom. Damit ist in den meisten Fällen eine Eigenversorgung von Strom und Wärme von über 50 % im Gebäudebestand bei entsprechender Sanierung gesichert, bei Neubauten ist noch deutlich mehr möglich. Solaraktivhäuser erfüllen damit die Kriterien der sogenannten Nearly Zero Energy Buildings (NZEB) der Europäischen Union bzw. gehen darüber hinaus. Sie kombinieren sehr guten Wärmeschutz mit optimaler umfassender Nutzung der Sonnenenergie bei sehr hohem Wohnkomfort.